# Scone (Australie)
Pour les articles homonymes, voir Scone.
Scone est une ville australienne située dans le comté du Haut-Hunter, dont elle est le chef-lieu, en Nouvelle-Galles du Sud.

## Géographie
Scone est située dans la haute vallée de l'Hunter à l'est de la Nouvelle-Galles du Sud, à 270 km au nord de Sydney et à 135 km au nord-ouest de Newcastle.
La ville est célèbre pour ses élevages de chevaux.

## Démographie
La population s'élevait à 5 478 habitants en 2011 et à 5 624 habitants en 2016.

## Personnalités liées à la ville
- Barbara Baynton (1857-1929), femme de lettres australienne, y est née.